# Bağtepe, Kozan
Bağtepe là một xã thuộc huyện Kozan, tỉnh Adana, Thổ Nhĩ Kỳ. Dân số thời điểm năm 2009 là 1.314 người. Đến năm 2022, dân số tại đây giảm xuống còn 980 người.